# Mhairi Black
Mhairi Black (Paisley, Escòcia, 12 de setembre del 1994), és una diputada del Partit Nacional Escocès (SNP) al Parlament del Regne Unit.
Mhairi Black és molt afeccionada al futbol i fou una de les primeres nenes que hi jugaven a l'equip de l'escola primària. Toca diversos instruments musicals. Després d'una adolescència i joventut dedicades en gran part a col·laborar amb ONGs i a participar en manifestacions per aconseguir el Parlament d'Escòcia i contra la Guerra d'Iraq, fou elegida a les Eleccions generals del Regne Unit de 2015 el 7 de maig per la seva circumscripció de Paisley, fins aleshores en mans dels laboristes. Amb 20 anys, és la diputada britànica més jove almenys des del 1832 i està estudiant tercer de ciències polítiques a la Universitat de Glasgow. Mhairi Black es defineix com a "socialista tradicional", i és obertament lesbiana.